# مخلوط‌سازی چهارموج
مخلوط‌سازی چهارموج (اِف‌دَبلیواِم) (به انگلیسی: Four-wave mixing) (اختصاری FWM) یک پدیده میان‌مَدگرایی در نورشناسی غیرخطی است که در آن برهمکنش‌های بین دو یا سه طول‌موج، دو یا یک طول‌موج جدید تولید می‌کند. این شبیه به نقطه برخوردگاه مرتبه سوم در سامانه‌های الکتریکی است. مخلوط‌سازی چهارموج را می‌توان با اعوجاج بین‌مدولاسیون در سامانه‌‌های الکتریکی استاندارد مقایسه کرد. این یک فرایند غیرخطی پارامتری است، به این معنی که انرژی فوتون‌های ورودی پایسته می‌ماند. اِف‌دَبلیواِم یک فرایند حساس به فاز است، به این معنی که بازدهی فرایند به شدت تحت تأثیر شرایط تطبیق فاز قرار می‌گیرد.

## سازوکار

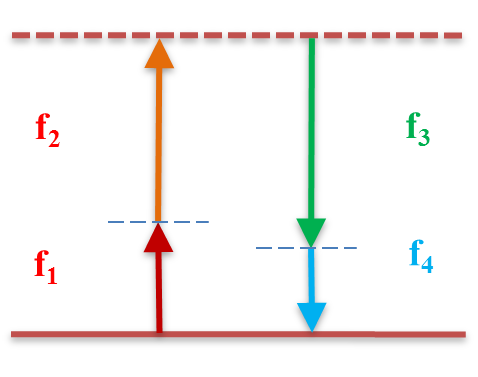
نمودار سطح انرژی برای یک فرایند مخلوط‌سازی چهارموج ناتَبَهگِن. بالاترین سطح انرژی می‌تواند یک سطح اتمی یا مولکولی واقعی (مخلوط‌سازی چهارموج تشدیدی) یا یک سطح مجازی، بسیار ناهماهنگ و خارج از تشدید باشد. این نمودار، برهمکنش مخلوط‌سازی چهارموج بین فرکانس‌های f_{1}، f_{2}، f_{3} و f_{4} را توصیف می‌کند.

وقتی سه فرکانس (f1، f2 و f3) در یک محیط غیرخطی با هم برهمکنش می‌کنند، فرکانس چهارم (f4) را ایجاد می‌کنند که با پراکندگی فوتون‌های فرودی تشکیل شده و فوتون چهارم را تولید می‌کند.
با توجه به ورودی‌های f1، f2 و f3، سامانه غیرخطی زیر را تولید خواهد کرد:
{\displaystyle \pm f_{1}\pm f_{2}\pm f_{3}}
از محاسبات با سه سیگنال ورودی، مشخص می‌شود که ۱۲ فرکانس تداخلی تولید می‌شود که سه تای آنها روی یکی از فرکانس‌های ورودی اصلی قرار دارند. توجه داشته باشید که این سه فرکانس که در فرکانس‌های ورودی اصلی قرار دارند، معمولاً به مدولاسیون خودفاز و مدولاسیون فازمُتقابل نسبت داده می‌شوند و برخلاف اِف‌دَبلیواِم، به‌طور طبیعی فازشان با هم تطبیق داده می‌شود.

### تولید مجموع و تفاضل فرکانس
دو شکل رایج از ترکیب چهار موج ، تولید مجموع فرکانس و تولید اختلاف فرکانس نامیده می‌شوند. در تولید مجموع-فرکانس، سه میدان ورودی هستند و خروجی یک میدان فرکانس بالای جدید در مجموع سه فرکانس ورودی است. در تولید فرکانس تفاضلی، خروجی معمول حاصل جمع دو منهای سوم است.
شرط تولید کارآمد اِف‌دَبلیواِم، تطبیق فاز است: بردارهای-k مرتبط با چهار مؤلفه باید وقتی امواج تخت هستند، جمعشان صفر شود. این موضوع از آنجایی اهمیت پیدا می‌کند که تولید فرکانس‌های مجموع و تفاضل اغلب زمانی که تشدید در محیط مخلوط‌سازی مورد استفاده قرار می‌گیرد، افزایش می‌یابد. در بسیاری از پیکربندی‌ها، مجموع دو فوتون اول نزدیک به حالت تشدید تنظیم می‌شود. با این حال، نزدیک به تشدیدها، ضریب شکست به سرعت تغییر می‌کند و باعث می‌شود جمع چهار بردار k هم‌راستا نتواند دقیقاً به صفر برسد - بنابراین طول مسیرهای مخلوط‌سازی طولانی همیشه امکان‌پذیر نیست زیرا چهار مولفه قفل فاز را از دست می‌دهند. در نتیجه، پرتوها اغلب هم برای شدت و هم برای کوتاه کردن ناحیه مخلوط‌سازی متمرکز می‌شوند.
در محیط‌های گازی، یک پیچیدگی که اغلب نادیده گرفته می‌شود این است که پرتوهای نور به ندرت امواج تخت هستند، اما اغلب برای شدت بیشتر متمرکز می‌شوند، که این می‌تواند یک جابجایی فاز پی (۱۸۰ درجه) به هر بردار k در شرایط تطبیق فاز اضافه کند. اغلب برآورده کردن این مسئله در پیکربندی مجموع-فرکانس بسیار دشوار است، اما در پیکربندی تفاضل-فرکانس (که در آن جابجایی‌های فاز پی یکدیگر را خنثی می‌کنند) راحت‌تر برآورده می‌شود. در نتیجه، تولید فرکانس تفاضلی معمولاً به‌طور گسترده‌تری قابل تنظیم و راه‌اندازی آن آسان‌تر از تولید فرکانس مجموع است، و این امر آن را به عنوان منبع نور ترجیح می‌دهد، حتی اگر از تولید فرکانس مجموع، بازدهی کوانتومی کمتری داشته باشد.
حالت خاص تولید مجموع فرکانس که در آن همه فوتون‌های ورودی فرکانس (و طول موج) یکسانی دارند ، تولید هارمونیک سوم (THG) است.

### مخلوط‌سازی چهارموج تبهگن
اگر فقط دو مولفه با هم برهمکنش داشته باشند، مخلوط‌سازی چهارموج نیز وجود دارد. در این صورت اصطلاح
{\displaystyle f_{0}=f_{1}+f_{1}-f_{2}}
سه مؤلفه تزویج می‌کند و بدین ترتیب به اصطلاح مخلوط‌سازی چهارموج تَبَهگِن ایجاد می‌کند که خواص یکسانی با حالت سه موج برهمکنش‌کننده نشان می‌دهد.

## آثار ناخواسته اِف‌دَبلیواِم در مخابرات فیبر نوری
اِف‌دَبلیواِم یک ویژگی فیبر نوری است که بر سامانه‌‌های مالتی‌پلکسینگ تقسیم طول‌موج (WDM) تأثیر می‌گذارد، که در آن چندین طول‌موج نوری در فواصل مساوی یا فاصله کانال قرار گرفته‌اند. اثرات اِف‌دَبلیواِم با کاهش فاصله کانال طول‌موج‌ها (مانند سامانه‌‌های WDM متراکم) و در سطوح بالای توان سیگنال، آشکار می‌شود. پاشش رنگی بالا، اثرات اِف‌دَبلیواِم را کاهش می‌دهد، زیرا سیگنال‌ها همدوسی خود را از دست می‌دهند، یا به عبارت دیگر، عدم تطابق فاز بین سیگنال‌ها افزایش می‌یابد. تداخل اِف‌دَبلیواِم ایجاد شده در سامانه‌‌های WDM به عنوان هم‌شنوی بین کانالی شناخته می‌شود. اِف‌دَبلیواِم را می‌توان با استفاده از فاصله‌گذاری ناهموار کانال یا فیبری که پراکندگی را افزایش می‌دهد، کاهش داد. برای حالت خاص که سه فرکانس نزدیک به تبهگنی هستند، جداسازی نوری فرکانس اختلاف می‌تواند از نظر فنی چالش‌برانگیز باشد.
{\displaystyle f_{ijk}=f_{i}+f_{j}-f_{k},\mathrm {where} \,i,j\neq k}

## کاربردها
اِف‌دَبلیواِم در همیوغی فاز اپتیکی، تقویت پارامتری، تولید ابرپیوستار، تولید نور فرابنفش در خلاء و تولید شانه فرکانسی مبتنی بر ریزتشدیدگر (microresonator) کاربرد دارد. تقویت‌کننده‌ها و نوسان‌سازهای پارامتری مبتنی‌بر مخلوط‌سازی چهارموج، برخلاف اکثر نوسان‌سازهای پارامتری معمولی که از غیرخطی مرتبه دوم استفاده می‌کنند، از غیرخطی مرتبه سوم استفاده می‌کنند. جدا از این کاربردهای کلاسیک، مخلوط سازی چهارموج در رژیم نوری کوانتومی برای تولید تک‌فوتون‌های، جفت فوتون‌های همبسته، نور کوبیده (squeezed light) و فوتون‌های درهم‌تنیده نویدبخش بوده است.